# Microtatorchis tubulosa
Microtatorchis tubulosa är en orkidéart som först beskrevs av Johannes Jacobus Smith, och fick sitt nu gällande namn av Rudolf Schlechter. Microtatorchis tubulosa ingår i släktet Microtatorchis och familjen orkidéer. Inga underarter finns listade i Catalogue of Life.